# Larson-Nomogramm
Das Larson-Nomogramm ist ein zweidimensionales Diagramm der Binomialverteilung. In diesem Nomogramm lassen sich die Werte der Verteilungsfunktion (dies ist die Wahrscheinlichkeitssumme) auf graphischem Weg näherungsweise ermitteln.

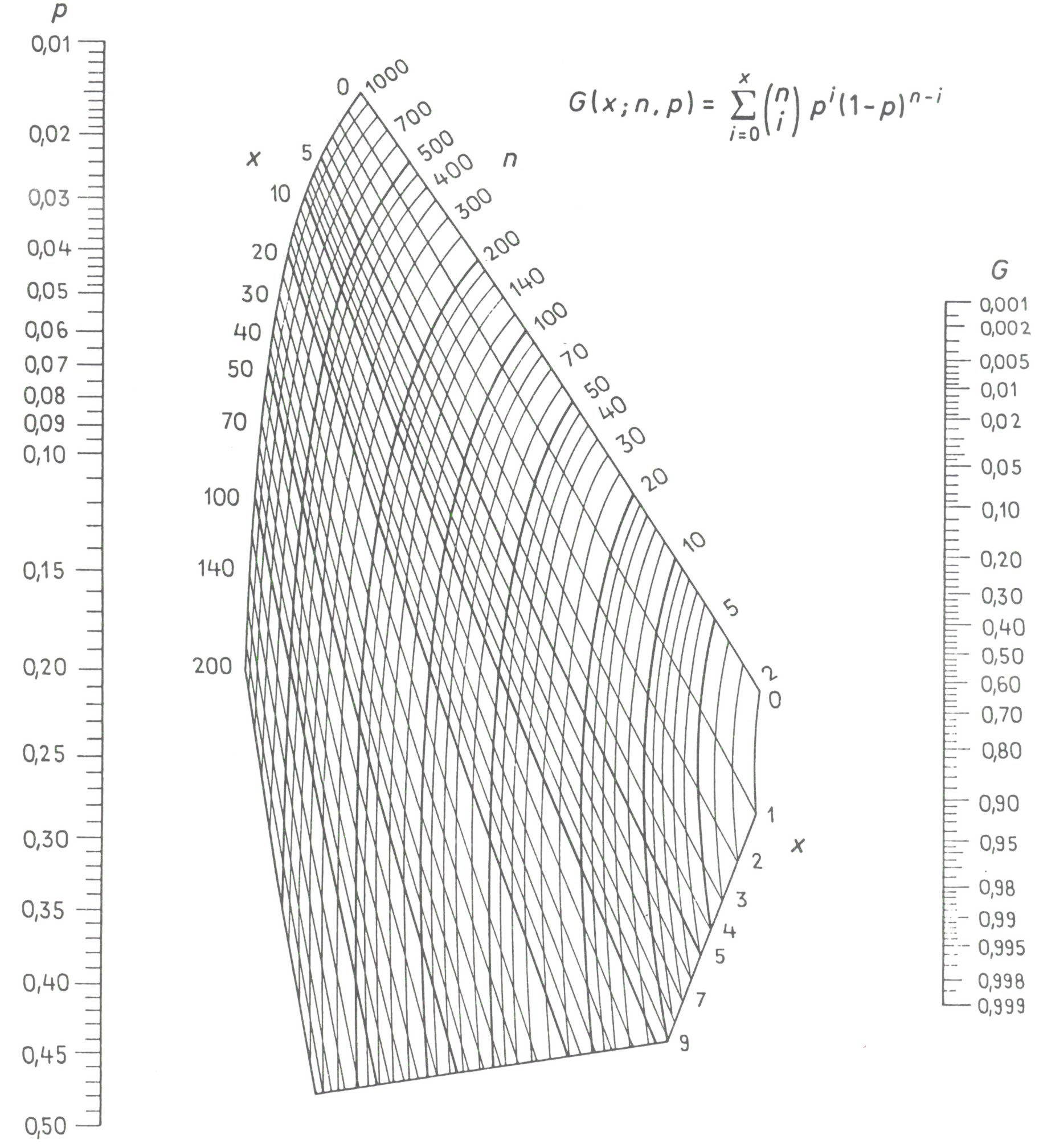
Larson-Nomogramm für die Verteilungsfunktion G oder kumulierte Wahrscheinlichkeit als Funktion von Stichprobenumfang n, Anzahl fehlerhafter Einheiten in der Stichprobe x und Anteil fehlerhafter Einheiten in der Grundgesamtheit p

## Name
Das Larson-Nomogramm ist benannt nach Harry R. Larson, der dieses Nomogramm unter dem Titel „A nomograph of the cumulative binomial distribution“ im Dezember 1966 in der Industrial Quality Control veröffentlichte.

## Praktische Bedeutung
Die wichtigsten Anwendungen des Larson-Nomogramms liegen nicht in der Mathematik oder Naturwissenschaft, sondern in der Qualitätssicherung. Vor allem in der industriellen Serienproduktion stellt das Larson-Nomogramm ein wichtiges Hilfsmittel zur Beurteilung der Qualitätslage, für die Stichprobentechnik und für Qualitätsregelkarten dar. Weniger bekannt ist, dass sich mit dem Larson-Nomogramm auch Aussagen über Verwaltungs- und Dienstleistungsprozesse herleiten lassen.

## Vor- und Nachteile
Der Vorteil des Larson-Nomogramms besteht darin, dass man zu seiner Benutzung kein Mathematiker sein muss, man muss auch keine besonderen theoretischen Kenntnisse der Statistik besitzen. Nur mit dem auf Papier gedruckten Nomogramm (oder einer Fotokopie) plus Bleistift und Lineal lassen sich sehr leicht in wenigen Sekunden Ergebnisse erzielen. Ein kleiner Nachteil besteht darin, dass die Ergebnisse nur eine näherungsweise Genauigkeit haben – die geringen Abweichungen von den mathematisch exakten Werten haben aber für die Praxis meistens keine Bedeutung.

## Alternativen
- Für kleine Zahlen lässt sich die Binomialverteilung auf dem Formelweg berechnen.
- Bei größeren Zahlen kann man Taschenrechner oder noch besser programmierbare Taschenrechner benutzen.
- Die Werte lassen sich aus bestimmten statistischen Tabellen ablesen.
- Es gibt spezielle Computerprogramme zur Berechnung der Binomialverteilung.

## Formelzeichen im Larson-Nomogramm
Die in der Qualitätssicherung verwendeten Formelzeichen unterscheiden sich teilweise von den Formelzeichen in mathematischen Fachbüchern. In der Qualitätssicherung ist die folgende Schreibweise üblich:
- Die Verteilungsfunktion hat das Formelzeichen G. Der besser verständliche Name der Verteilungsfunktion lautet Wahrscheinlichkeitssumme – dies ist die Wahrscheinlichkeit, dass in einer Stichprobe bis zu x fehlerhafte Einheiten sind. Die Bezeichnung „bis zu x fehlerhafte Einheiten“ wird klarer, wenn man sich vorstellt, dass z. B. bis zu 2 fehlerhafte Einheiten in der Stichprobe noch zulässig wären. Den QS-Fachmann interessiert dann nicht die Wahrscheinlichkeit, dass genau 2 fehlerhafte Einheiten in der Stichprobe sind – ihn interessiert die Wahrscheinlichkeit, dass bis zu 2 fehlerhafte Einheiten in der Stichprobe sind und diese ist gleich der Summe der Wahrscheinlichkeiten für 0 fehlerhafte Einheiten, für 1 fehlerhafte Einheit und für 2 fehlerhafte Einheiten – eben bis zu 2. Die Zahlenwerte der Verteilungsfunktion G lassen sich auf der Skala am rechten Rand des LARSON-Nomogramms ablesen. Achtung: Die Skala ist nicht in % dargestellt. Eine Wahrscheinlichkeitssumme von 1 % ergibt auf der Skala den Wert 0,01.
- Der Anteil fehlerhafter Einheiten in der Grundgesamtheit hat das Formelzeichen p. Mit der Grundgesamtheit ist in der Qualitätssicherung die Menge der Teile gemeint, von der man die Stichprobe genommen hat. Die Grundgesamtheit muss im Vergleich zur Stichprobe groß sein, weil sonst die mathematischen Gesetze der Binomialverteilung nicht gelten. Die Skala des Anteils fehlerhafter Einheiten p befindet sich am linken Rand des Larson-Nomogramms. Achtung: Auch diese Skala ist nicht in % dargestellt. Ein Anteil fehlerhafter Einheiten von 10 % entspricht auf der Skala also dem Wert 0,10.
- Die Anzahl fehlerhafter Einheiten in der Stichprobe hat das Formelzeichen x. Im Zusammenhang mit der Binomialverteilung kann eine Einheit nur fehlerhaft oder nicht fehlerhaft sein. Zwischenwerte wie z. B. "zweite Wahl" beim Porzellan sind hier nicht zulässig.
- Der Stichprobenumfang hat das Formelzeichen n. Hier ist kein geometrischer Umfang gemeint – der Stichprobenumfang ist in der Qualitätssicherung die Anzahl von Teilen, aus denen die Stichprobe besteht. Eine Stichprobe kann man von beliebigen Teilen in der Serienproduktion entnehmen. Man könnte aber auch eine Stichprobe von Rechnungen oder Briefen entnehmen und bewerten.
- In der Mitte des Larson-Nomogramms befindet sich ein Netz aus Linien für die Anzahl fehlerhafter Einheiten in der Stichprobe x und Linien für den Stichprobenumfang n. Der Stichprobenumfang und die Anzahl fehlerhafter Einheiten sind immer natürliche Zahlen, die Linien für n=0 und n=1 fehlen aber im Diagramm, weil in der Qualitätssicherung Stichproben erst ab n=2 sinnvoll sind. x=0 kann aber durchaus oft vorkommen – dann ist keine fehlerhafte Einheit in der Stichprobe.

## Funktionsweise in der Theorie
Die Zahlen x und n bilden im Liniennetz des Larson-Nomogramms einen Schnittpunkt. Dieser Schnittpunkt liegt auf einer geraden Linie zwischen dem p-Wert auf der linken Skala und dem G-Wert auf der rechten Skala. Es müssen also von den vier Werten (Zahlen) G, x, n und p nur drei bekannt sein, dann kann man durch das Einzeichnen einer Linie den fehlenden Wert (Zahl) ermitteln.

## Funktionsweise in der Praxis
Man nehme
- Gedrucktes oder kopiertes Larson-Nomogramm
- Durchsichtiges Lineal, Länge ca. 25 cm
- Spitzer Bleistift HB
- Textmarker
- Radiergummi für Korrekturen

- Wenn p und/oder G bekannt sind, den Wert (die Werte) auf der Skala (den Skalen) markieren
- Wenn x und n bekannt sind, den Schnittpunkt im Liniennetz einkreisen oder markieren. Ab n > 10 und ab x > 10 sind nicht mehr alle Linien vorhanden – dann „unsichtbare“ Zwischenlinien berücksichtigen
- Wenn nur x oder nur n bekannt sind, ist es besser, die jeweilige Linie nicht mit dem Bleistift, sondern mit dem fluoreszierenden Textmarker zu markieren. „Unsichtbare“ Zwischenlinien lassen sich aber gut mit dem Bleistift einzeichnen.
- G – p – x – n: Davon müssen drei Werte bzw. Zahlen bekannt sein. Wenn weniger als drei Werte (Zahlen) bekannt sind, lässt sich die Aufgabe nicht lösen. Wenn alle vier Werte (Zahlen) bereits bekannt sind, gibt es nichts mehr, was noch bestimmt werden müsste (außer zur Kontrolle auf Richtigkeit)
- Die drei bekannten Werte bzw. Zahlen im Liniennetz und auf den Skalen markieren – eine gerade, dünne Bleistiftlinie einzeichnen – dann kann man den fehlenden Wert (oder die fehlende Zahl) auf einer Skala oder im Liniennetz ablesen.